# Logizomechanofobie
Logizomechanofobie je chorobný strach (fobie) z počítačů či práce na nich. 
Také je používán výraz kyberfobie (cyberphobia). Někdy je pod těmito termíny míněn také strach z toho, že pokrok v oblasti informačních a komunikačních technologií bude pokračovat rychleji, než je schopnost lidí vstřebávat nové informace. Tento jev již byl předvídán v 60. letech 20. století jako "šok z budoucnosti".